# Cobaea rotundiflora
Cobaea rotundiflora là một loài thực vật có hoa trong họ Polemoniaceae. Loài này được Prather mô tả khoa học đầu tiên năm 1996.